# Monica Byrne
Monica Byrne (Harrisburg, 13 juli 1981) is een Amerikaans schrijfster van toneelstukken en sciencefiction.

## Biografie
Monica Byrne werd op 13 juli 1981 geboren in Harrisburg, Pennsylvania als jongste van vijf kinderen en groeide op in de universiteitsstad Annville waar haar vader docent was aan het Lebanon Valley College. Bij haar moeder werd een hersentumor ontdekt toen Monica zeven jaar oud was en haar moeder overleed toen ze twintig was.
Byrne studeerde aan de Our Lady of the Valley Catholic School voor meisjes in het nabijgelegen Lebanon. Ze behaalde een BA in biochemie en religie aan het Wellesley College en een MS in geochemie aan het Massachusetts Institute of Technology. Byrne wilde astronaut worden en naar Mars reizen en werd stagiair bij NASA. Echter, in plaats van een wetenschappelijke carrière na te streven, besloot ze om schrijver te worden.
In 2008 volgde ze de Clarion Workshop met Neil Gaiman, een zesweekse workshop voor aspirant sciencefiction- en fantasyschrijvers. Byrne begon met het schrijven van fictie en toneelstukken; In 2011 werd ze artist in residence in Vermont Studio Center en Elsewhere Collective en vanaf 2015 werd Byrne playwright-in-residence in het Little Green Pig Theatrical Concern in Durham, North Carolina. Haar toneelstukken worden ook in andere theaters gespeeld.
Haar toneeldrama What Every Girl Should Know gaat over meisjes op een katholieke meisjesschool rond 1914 die bewonderaars zijn van Margaret Sanger, een vrouwenrechtenactivist en voorvechter voor geboortebeperking. Het toneelstuk werd opgevoerd  in Durham, Berkeley en New York. De titel van het stuk is ontleend aan de naam van Sanger's column over seksuele voorlichting in de New York Call gepubliceerd in 1912 en 1913.
Byrne's debuutroman The Girl in the Road (2014) speelt zich af in een toekomst waar India en Afrika economische grootmachten zijn geworden. Het sciencefictionboek kreeg positieve kritieken, won de James Tiptree Jr.-prijs en werd genomineerd voor de Locus Award en de Kitschies.

### Romans
- The Actual Star (2021)
- The Girl in the Road (2014)

### Korte fictie
- The Reclamation Rite of One April Nora Hess in Gargoyle, Issue 56 (2015)
- Gustus Dei in The Baffler, Nr 27 (2015)[4]
- The Comedy at Kuala in Electric Velocipede, Issue #21/22, herfst 2010
- Nine Bodies of Water in Fantasy Magazine, september 2010
- Five Letters from New Laverne in Shimmer, Nr 12 (2010)

### Toneelstukken
- Tarantino's Yellow Speedo (2014)
- What Every Girl Should Know (2012)
- The Pentaeon (2012)
- Nightwork (2011)
- The Memory Palace (2011)
- Poor Ball
- Miss America 1988 (kort toneelstuk, 2009)
- The Last Human Conversation (kort toneelstuk, 2009)

### Non-fictie
- Hey, Book World: Sexism is Way Bigger Than the Hugos, Wired, 4 mei 2015[5]
- Literature Still Urgently Needs More Non-White, Non-Male Heroes, the Atlantic, 20 mei 2014[6]
- To the Moon, from Chapel Hill, Our state, januari 2013[7]
- In Pursuit of World Peace, Independent Weekly, augustus 2012[8]
- Everything We Plant Grows, HowlRound, juli 2012[9]
- Only To Be There, Wellesley Magazine, zomer 2011